# 诺伊恩多夫-萨克森班德
诺伊恩多夫-萨克森班德（德語：Neuendorf-Sachsenbande，發音：[ˈnɔʏənˌdɔʁf ˈzaksn̩ˌbandə]）是德国石勒苏益格-荷尔斯泰因州施泰因堡县的市镇，面积19.3平方千米，2023年12月31日人口为438人。該地方為全德國最低處。